# ادموند کالورت لینچ
ادموند کالورت لینچ (انگلیسی: Edmund C. Lynch; ۱۹ مهٔ ۱۸۸۵ – ۱۲ مهٔ ۱۹۳۸) سرمایه‌گذار، کارآفرین و بانکدار اهل ایالات متحده آمریکا بود، که با مشارکت چارلز ادوارد مریل، شرکت خدمات مالی مریل لینچ را تاسیس نمود.